# Liten Ida
Liten Ida är en roman  från 1979 skriven av Marit Paulsen.

## Handling
Berättelsen utspelar sig i på en ö i Norge under den tyska ockupationen. Huvudperson är den lilla flickan Ida. Hennes mor arbetar för tyskarna och har till på köpet ihop det med en SS-soldat. I den lilla staden kallas modern för "tysk-horan" och Ida går under benämningen "tysk-horans unge". 
I hemmet är det fattigt och hårt. Ida får ofta stryk, berövas mat, hon blir ofta tillsagd att hålla tyst, lär sig att hon är en börda. Ute i staden är det inte mycket bättre. De andra barnen får inte leka med Ida, när de börjar prata kommer de andra barnens föräldrar och ropar hem dem. Det är inte roligt. Ida får ensam försöka förstå situationen. Varför för de uniformerade männen bort andras pappor, varför är fångarna i fånglägret fångar, varför får de stryk. Ida skapar sig egna uppfattningar. Hon känner sympati med fångarna. Hon gillar inte männen med benknotor på mössorna. 
Ida lär känna en annan flicka, Reija. Reijas pappa har förts bort av tyskarna, hennes mamma sitter i fängelse. Reija anklagar Ida, men ser ändå något av en kamrat i henne. På något sätt förstår Ida att allt inte är som det ska med hennes mor. Men hon förstår inte vad. Men något hon vet är att hon, Ida, i alla fall inte är någon angivare. Man ska inte prata bredvid mun. Det säger både mor och Reija.
Britterna bombar staden. Ida evakueras till en bondgård på landsbygden. Där får hon bo, arbeta och äta för att Idas mor ger bonden pengar. Ida möter för första gången på länge värme och närhet. Bondmoran lyssnar på henne, berättar och förklarar. Hon får mat och uppskattning. Hon lär sig sitt eget värde. Gården är en varm värld. Ida har ett hem. I bakgrunden beslagtar tyskarna grisar och kvigor. Fadern och bröderna på gården lyssnar i hemlighet på radio i ladugården. Man väntar på britterna, man väntar på freden, man hoppas tyskarna åt helvete. Samtidigt berättar bondmoran om ett liv i slit och arbete, om döda barn och snåla fäder.
Freden kommer. Ida skickas tillbaka till modern i den lilla staden. Modern grips för samröret med tyskarna. Men Ida har mat undanstoppat. Hon rör sig bland de andra barnen, hon gläds över att fånglägrets portar öppnats. 17 maj är det dags för nationaldagsfirande. Ida klär sig i norska flaggan och går ut för att fira med de andra glada människorna, men istället för glädje väntar stryk och blod. Den norska kungen kliver upp på sin tron.

## Film
Boken filmatiserades under samma namn Liten Ida 1981